# Хелън Ръсел
Хелън Ръсел (на английски: Helen Russell) е английска журналистка, лектор на TED и писателка на произведения в жанра чиклит и документалистика.

## Биография и творчество
Хелън Ръсел е родена на 21 февруари 1980 г. в Бъкингамшър, Англия.
След дипломирането си работи като асистент в „The Sunday Times“, а после като журналист по темата „Почивка“ и заместник-редактор в AllAboutYou.com. След това работи като редактор в „Top Sante“ и по нови теми в „Tatler Asia“, „Grazia“ и „Sky“. През 2010 г. се присъединява към списание „Мари Клер“ като редактор на „marieclaire.co.uk“. В периода 2011 – 2012 г. е член на Британското дружество на редакторите на списания.
През 2013 г. семейството ѝ се мести в Дания, след като съпругът ѝ получава работа в компания „Лего“. В Дания продължава да пише като колумнист за „Телеграф“ и като кореспондент за „Гардиън“, както и за други издания. Заедно с това започва да пише книги впечатлена от датския начин на живот.
Първата ѝ книга „Така го правят датчаните“ е издадена през 2015 г. Романът става международен бестселър я прави известна. Тя е детайлен разказ от първо лице с чувство за хумор за живота в малката скандинавска държава, за нейната култура, грижата за децата, образованието, храната и интериорния дизайн, данъците, сексизма и пр. за тайните на щастието.
Книгата ѝ „Атлас на щастието“ от 2018 г. е околосветско пътешествие в търсене на тайните на щастието в различни точки на света, както тези, които са в челната десетка на проучванията за индекса на щастие, така и тези, които не са.
Хелън Ръсел живее със семейството си в Ютландия, Дания.

## Произведения

### Самостоятелни романи
- Gone Viking (2018)

### Документалистика
- The Year of Living Danishly (2015)
Така го правят датчаните : истинската Дания в забавен и детайлен разказ от първо лице, изд.: ИК „ЕРА“, София (2018), прев. Адриана Момчилова
- Leap Year (2016)
- The Atlas of Happiness (2018)
Атлас на щастието, изд.: ИК „ЕРА“, София (2019), прев. Росица Тодорова
- How to be Sad (2021